# Rangpuri
Rangpuri är ett indoeuropeiskt språk med totalt 15 000 000 talare varav 10 000 000 i Bangladesh, 5 000 000 i Indien och 130 000 i Nepal.